# Christianisme social
Le christianisme social est un mouvement apparu au XIXe siècle dans les milieux protestants français confrontés à l'environnement social, économique et politique difficile né de la révolution industrielle et aux conditions de vie misérables des populations ouvrières à cette époque. Partie intégrante de la gauche chrétienne, le mouvement existe toujours aujourd'hui.
L’appellation « christianisme » social, et non pas « protestantisme » social, avait été délibérément retenue dès l'origine pour inscrire ce mouvement dans une perspective œcuménique et souligner l’idée que l'action sociale doit rassembler tous les chrétiens quelles que soient leurs divisions dogmatiques. On parle davantage de catholicisme social pour désigner la version catholique-romaine de ce courant.

## Origines
L’institutionnalisation de l'Église a pu faire émerger des tensions entre le haut clergé et des courants centrés sur l'aide aux nécessiteux, parfois condamnés pour hérésie (mouvements millénaristes en particulier). Au Moyen-Âge l'Eglise prenait en charge l'essentiel de la charité publique avec les ordres mendiants, les hôtels-Dieu…
Au Siècle des Lumières (XVIIIe siècle), face aux problèmes de la misère et de la mendicité, de nombreux philosophes ou écrivains se mettent à aborder la question sociale, dont des religieux. On peut citer :
- Vie des riches et des pauvres de Girard de La Ville-Thierry, en 1700 ;
- L’école du bonheur de Sigaud de La Fond, en 1782 ;
- Sermon sur l’aumône de l’abbé Desjardins, en 1784.

## Naissance et développement du christianisme social

### Contexte
Au XIXe siècle coexistent deux facteurs dont la rencontre va donner naissance au Christianisme social :
- La révolution industrielle et le libéralisme économique sans frein qui règnent alors provoquent de véritables catastrophes sociales, une misère matérielle et morale insupportable dans les quartiers ouvriers de toute l'Europe.
- Les Églises issues de la Réforme sont en plein Réveil, et désireuses de développer leur témoignage et leur service des plus faibles.

Au lendemain de la Commune de Paris, des pasteurs et des laïcs protestants de plusieurs régions, émus par la misère ouvrière, vont au-delà de la traditionnelle approche caritative telle que celle de nombreuses paroisses ou, par exemple, de l’Armée du salut, et s’engagent dans une démarche qui vise à traiter, à la lumière de l’Évangile, les causes de l'injustice sociale.

### La mission MacAll
À partir de 1872, la Mission populaire évangélique, animée par le Britannique Robert McAll, avait attiré l'attention sur l'ignorance religieuse et la misère morale des classes ouvrières et avait lancé plusieurs œuvres sociales et d'éducation populaires.

### Tommy Fallot
À partir de 1878, le pasteur Tommy Fallot, issu d'une famille d'industriels et pasteur de la « Chapelle du Nord », à Paris, plaide pour un socialisme chrétien. Pour lui, il ne s'agit plus seulement d'assistance, de charité ou de morale mais de justice sociale. Il s’exprime ainsi du haut de la chaire : « Le socialisme a emprunté à l'Évangile une partie de son programme. Il veut constituer la société sur les bases de la justice. L'Évangile le veut aussi. À cet égard, blâmer le socialisme serait condamner l'Évangile et les prophètes ». L'écho de sa prédication et de ses initiatives attire des hommes éminents comme le doyen Raoul Allier et des pasteurs comme Charles Wagner, Wilfred Monod, Élie Gounelle, Jules Jézéquel, mais elle dresse aussi contre lui une frange conservatrice et bourgeoise du protestantisme. Encouragé par des mouvements comparables en Angleterre, en Allemagne, en Suisse, il fonde en 1882 le « Cercle socialiste de la libre pensée chrétienne ». Le titre suscite de telles réactions qu'il faudra le transformer en « Société d'aide fraternelle et d'étude sociale ».

### L’École de Nîmes
À partir de 1880, se constitue l'École de Nîmes, autour des laïcs Édouard de Boyve, Auguste Fabre et Charles Gide. Elle est à l'origine du mouvement coopératif : coopératives de production et de consommation. Dans son élaboration théorique, Charles Gide, qui est professeur d’économie politique, propose la coopération comme une troisième voie entre capitalisme et socialisme. Il met l'accent sur la solidarité. En 1888, est créée à Nîmes « l'Association protestante pour l'étude pratique des questions sociales ».

### Autres développements
- En 1883, création de la Ligue pour le relèvement de la moralité publique, qui lutte contre la pornographie, la prostitution et l'alcoolisme
- En 1896 est créée la Revue du christianisme social, qui devient Parole et Société en 1972, puis, ces dernières années, Autre Temps.
- 1908 : création de l'Union des socialistes chrétiens par Raoul Biville (professeur de droit) et Paul Passy (également professeur), définie par Passy comme l'extrême gauche des chrétiens sociaux. Jules Humbert-Droz, l'un des fondateurs du Parti communiste suisse, en fit aussi partie[3].
- Des pasteurs tels qu'Élie Gounelle à Roubaix, Jules Jézéquel à Laval ou Wilfred Monod à Rouen œuvrent dans des paroisses ouvrières et créent des associations appelées « solidarités », sortes de maisons chrétiennes du peuple, où se côtoient protestants, catholiques et agnostiques dans le débat, la réflexion et l'action.
- Des périodiques naissent, La Vie nouvelle puis L'Avant-Garde.

### AuXXesiècle
Si les mouvements socialistes n'accueillent pas le christianisme social à cause de sa dimension confessionnelle, les Églises protestantes du début du XXe siècle sont marquées par la dimension sociale. Après la Première Guerre mondiale, le mouvement du Christianisme social s’oriente dans deux directions de dimension internationale : le pacifisme qui veut désarmer les nations et l'œcuménisme qui souhaite associer les Églises protestantes, anglicanes et orthodoxes à l'interpellation des sociétés, au nom de la justice et de la paix.
Dans l’orbite du Christianisme social, on trouve alors des objecteurs de conscience (Jacques Martin, Philo Vernier, Henri Roser), des économistes qui poursuivent la réflexion sur la coopération et la solidarité (Bernard Lavergne, Georges Lasserre), des hommes engagés en politique (André Philip) ou le philosophe Paul Ricœur, et de nombreux autres chrétiens engagés dans les luttes sociales du pays au coude à coude avec d'autres militants. Une minorité de ses membres vont se diriger vers le communisme (notamment Jules Humbert-Droz, l'un des fondateurs du Parti communiste suisse, ou le pasteur anarchiste Henri Tricot (De l'anarchie à l’Évangile, 1910), fondateur de l'Union des communistes spiritualistes. Pendant les années 1930, l'Union des socialistes chrétiens et la tendance communiste des chrétiens sociaux fusionne dans le Front des chrétiens révolutionnaires. Mené en particulier par le syndicaliste Maurice Laudrain (futur membre de l'« abondancisme ») et le député André Philip (futur membre du PSU), celui-ci publie la revue Terre nouvelle.

### L’après Seconde Guerre mondiale
Après la parenthèse de la vie sous l'occupation et le régime de Vichy qui avait vu l'émergence d'autres formes de témoignage et de résistance, en particulier le soutien des internés dans les camps, la défense et l'évasion des juifs, le mouvement renaît et aborde dans ses groupes et carrefours, sa revue et son nouveau périodique « Cité Nouvelle », tous les problèmes d'un monde en mutation.
La diversité théologique reste de mise : y voisinent la théologie libérale et critique et la prédication dialectique de Karl Barth. S'y exprimait un socialisme chrétien plus ou moins en phase avec l'amorce d'une nouvelle gauche politique. Le militantisme politique était alors très présent : dénonciation de la torture, débat Est-Ouest et sur la construction européenne, prises de position sur le processus de la décolonisation… Des rencontres entre patrons, cadres et syndicalistes (dans le groupe dit de Tassin) cherchent à discerner ce que pourrait être un autre traitement du travail et un nouvel ordre économique.
A Paris, les Élie Lauriol puis Pierre Ducros, pasteurs à l'Oratoire du Louvre, président le Mouvement du christianisme social. Le centre social La Clairière, fondé en 1911 par Wilfred Monod s'engage après de la population ouvrière du quartier des Halles, et rejoint plus tard le Centre d'action sociale protestant (CASP).

## Le second souffle

### Fin duXXesiècle
À la fin des années 1960, le mouvement recherche un nouveau souffle. Les groupes locaux s'étaient délités. Seule la Revue du Mouvement poursuivait son service de réflexion et d'interpellation. Les églises et les mouvements issus de la Réforme se saisissaient désormais d'eux-mêmes des questions politiques et sociales, tels le nucléaire et le tiers-monde. De même, des mouvements plus spécialisés, la Cimade, la Mission dans l'industrie, les Équipes ouvrières… s'étaient investis contre les formes nouvelles de l'exclusion.

### XXIesiècle: le renouveau du Christianisme social
Au début des années 2000, le Mouvement du Christianisme social et sa revue, Autre temps, s'arrêtent. Le mouvement est ensuite relancé. En particulier, le 10 juin 2010 paraissait dans l'hebdomadaire protestant Réforme un appel à la relance du christianisme social signé par 203 personnes, protestantes mais aussi catholiques.
Le Mouvement du Christianisme social, constitué en association loi de 1901 avec son siège à la Faculté de théologie protestante du Boulevard Arago à Paris, est redevenu un mouvement actif avec la refondation de communes théologiques sur l'ensemble du territoire français mais également dans des pays voisins.

## Sources
- Bernard Charles, « Le Christianisme Social : Un siècle d'histoire dans le protestantisme français », site de la Fédération protestante de France, [lire en ligne]
- Laurent Gagnebin, « Le Christianisme social », Évangile et Liberté no 197, mars 2006 [lire en ligne].